# Lomné (district de Stropkov)
Pour les articles homonymes, voir Lomné.
Lomné est un village de Slovaquie situé dans la région de Prešov.

## Histoire
Première mention écrite du village en 1369.

## Démographie

### Évolution de la population
| Année:               | 1994. | 2004.    | 2014.   | 2024.   |
| -------------------- | ----- | -------- | ------- | ------- |
| Nombre de personnes: | 318   | 277      | 253     | 233     |
| Différence:          |       | -12,89 % | -8,66 % | -7,90 % |

| Année:               | 2023. | 2024.   |
| -------------------- | ----- | ------- |
| Nombre de personnes: | 224   | 233     |
| Différence:          |       | +4,01 % |